# Erberto III di Vermandois
Erberto III di Vermandois (954 – 1000 circa) fu conte di Vermandois dal 987 alla morte.

## Origine
Erberto, come risulta dall'elenco dei membri della casa di Vermandois che si trova nella cattedrale di Parigi, riportato dall Obituaires de Sens Tome I.2, Erberto fu il figlio primogenito del conte di Vermandois e signore di San Quintino, Alberto o Adalberto I, e della moglie, Gerberga di Lorena (nell'ordine "Albertus comes, Girberga comitissa, Harbertus, Otto, Lewultus, ecc....) (935- dopo il 7 settembre 978), figlia di Gilberto di Lotaringia e di Gerberga di Sassonia, che, in seconde nozze, aveva sposato il re dei Franchi occidentali, Luigi IV d'Oltremare.
Come ci conferma il cronista Flodoardo nei suoi Flodoardi Annales Alberto o Adalberto I di Vermandois era il figlio (maschio quartogenito) del conte di Vermandois, di Meaux, di Soissons e di Madrie e di Vexin, signore di Peronne, Senlis e San Quintino e futuro conte di Troyes, Erberto II(880 – 943) (discendente del re d'Italia, Bernardo, nipote di Carlo Magno) e di Adele (ca. 895- ca. 931), l'unica figlia del marchese di Neustria e futuro re di Francia, Roberto I, e di Adele del Maine, come è indicato nelle Europäische Stammtafeln., vol II, cap. 10 (non consultate). La Chronica Albrici Monachi Trium Fontium, citandoli nell'anno 920, conferma la parentela tra Erberto II e Roberto I..

## Biografia
Eriberto viene citato in due documenti delle Chartes de l'abbaye de Montierender, con il titolo di conte dei Franchi:
- il primo è il documento n°13, datato 968, in cui Eriberto (Heribertus gloriosus Francorum comes) si controfirma come domni Heriberti gloriosi comiti[6]
- il primo è il documento n°16, datato 980, in cui Eriberto (Heribertus Francorum comes inclitus) si controfirma come domni Heriberti incliti Francorum comitis, assieme al figlio, Ottone (domni Odonis, comitis, filii sui)[7].

In un documento del re dei Franchi Lotario IV Eriberto viene citato come conte di palazzo.
Alla morte del re di Francia Luigi V, nel 987, secondo lo storico francese Christian Settipani, specializzato nella genealogia dei personaggi dell’antichità e dell'Alto Medioevo, Alberto cercò di opporsi all'elezione di Ugo Capeto, ma dovette sottomettersi. Infatti Ugo venne proclamato e incoronato re a Noyon il 3 luglio 987.
Poco dopo questi avvenimenti Alberto morì; sempre secondo Settipani Alberto morì nel 987. Eriberto succedette al padre come conte di Vermandois, Erberto III.
Di Eriberto non si conosce la data esatta della morte; gli succedette il figlio primogenito, Alberto.

## Matrimonio e discendenza
Eriberto aveva sposato prima del 980 Ermengarda, che secondo la Chronique de Saint-Bénigne era la figlia del conte Renard de Bar-sur-Seine. Ermengarda avrebbe avuto anche un secondo marito, Milone IV, conte di Tonnerre. Sussistono forti dubbi sulls successione dei due mariti, per alcuni storici Eriberto fu il primo e Milone il secondo; per altri invece, Milone fu il primo e Eriberto il secondo. Se questa ipotesi è corretta, la morte di Erberto III sarebbe avvenuta prima del 998, anno del secondo matrimonio di Ermengarda.
Erberto da Ermengarda ebbe due figli:
- Alberto (prima del 980 - circa 1016), Conte di Vermandois, citato nelle Gesta Episcoporum Cameracensium, come conte fratello di Ottone (Alberto Vermandensi comiti, fratri Ottonis)[12]
- Ottone (prima del 980 - circa 1045), Conte di Vermandois, ricordato come conte Ottone (Otto comes), nel Obituaires de la province de Sens. Tome 1,Partie 1[13].

## Ascendenza
|                           |                         |                            | Genitori                |  |  | Nonni |  |  | Bisnonni                |  |  | Trisnonni              |  |
|                           |                         |                            |                         |  |  |       |  |  | Erberto I di Vermandois |  |  | Pipino I di Vermandois |  |
|                           |                         |                            |                         |  |  |       |  |  | Erberto I di Vermandois |  |  | Pipino I di Vermandois |  |
|                           |                         | …                          |                         |  |  |       |  |  | Erberto I di Vermandois |  |  |                        |  |
| Erberto II di Vermandois  |                         |                            |                         |  |  |       |  |  | Erberto I di Vermandois |  |  |                        |  |
|                           |                         | Liutgarda/Berta de Morvois | …                       |  |  |       |  |  |                         |  |  |                        |  |
|                           |                         | Liutgarda/Berta de Morvois | …                       |  |  |       |  |  |                         |  |  |                        |  |
|                           |                         | Liutgarda/Berta de Morvois | …                       |  |  |       |  |  |                         |  |  |                        |  |
| Alberto I di Vermandois   |                         | Liutgarda/Berta de Morvois |                         |  |  |       |  |  |                         |  |  |                        |  |
|                           |                         | Roberto I di Francia       | Roberto il Forte        |  |  |       |  |  |                         |  |  |                        |  |
|                           |                         | Roberto I di Francia       | Roberto il Forte        |  |  |       |  |  |                         |  |  |                        |  |
|                           |                         | Roberto I di Francia       | Adelaide d'Alsazia      |  |  |       |  |  |                         |  |  |                        |  |
| Adele di Neustria         |                         | Roberto I di Francia       |                         |  |  |       |  |  |                         |  |  |                        |  |
|                           |                         | Adele del Maine            | …                       |  |  |       |  |  |                         |  |  |                        |  |
|                           |                         | Adele del Maine            | …                       |  |  |       |  |  |                         |  |  |                        |  |
|                           |                         | Adele del Maine            | …                       |  |  |       |  |  |                         |  |  |                        |  |
| Erberto III di Vermandois |                         | Adele del Maine            |                         |  |  |       |  |  |                         |  |  |                        |  |
|                           | Reginardo di Lotaringia | Giselberto di Maasgau      |                         |  |  |       |  |  |                         |  |  |                        |  |
|                           | Reginardo di Lotaringia | Giselberto di Maasgau      |                         |  |  |       |  |  |                         |  |  |                        |  |
|                           | Reginardo di Lotaringia | Ermengarda di Lotaringia   |                         |  |  |       |  |  |                         |  |  |                        |  |
| Gilberto di Lotaringia    | Reginardo di Lotaringia |                            |                         |  |  |       |  |  |                         |  |  |                        |  |
|                           |                         | Hersenda/Alberada          | …                       |  |  |       |  |  |                         |  |  |                        |  |
|                           |                         | Hersenda/Alberada          | …                       |  |  |       |  |  |                         |  |  |                        |  |
|                           |                         | Hersenda/Alberada          | …                       |  |  |       |  |  |                         |  |  |                        |  |
| Gerberga di Lorena        |                         | Hersenda/Alberada          |                         |  |  |       |  |  |                         |  |  |                        |  |
|                           |                         | Enrico I di Sassonia       | Ottone I di Sassonia    |  |  |       |  |  |                         |  |  |                        |  |
|                           |                         | Enrico I di Sassonia       | Ottone I di Sassonia    |  |  |       |  |  |                         |  |  |                        |  |
|                           |                         | Enrico I di Sassonia       | Edvige di Babenberg     |  |  |       |  |  |                         |  |  |                        |  |
| Gerberga di Sassonia      |                         | Enrico I di Sassonia       |                         |  |  |       |  |  |                         |  |  |                        |  |
|                           |                         | Matilde di Ringelheim      | Teodorico di Ringelheim |  |  |       |  |  |                         |  |  |                        |  |
|                           |                         | Matilde di Ringelheim      | Teodorico di Ringelheim |  |  |       |  |  |                         |  |  |                        |  |
|                           |                         | Matilde di Ringelheim      | Rinilde di Frisia       |  |  |       |  |  |                         |  |  |                        |  |
|                           |                         | Matilde di Ringelheim      |                         |  |  |       |  |  |                         |  |  |                        |  |

### Fonti primarie
- (LA)  Monumenta Germaniae Historica, Scriptores, tomus III.
- (LA)  Monumenta Germaniae Historica, Scriptores, tomus XXIII.
- (LA)  Monumenta Germaniae Historica, Scriptores, tomus VII.
- (LA)  Obituaires de la province de Sens. Tome 1,Partie 2.
- (LA)  Obituaires de la province de Sens. Tome 1,Partie 1.
- (LA)  Chronique de Saint-Bénigne.
- (LA)  Collection des principaux cartulaires du diocèse de Troyes, Chartes de l'abbaye de Montierender.
- (LA)  Histoire des ducs de Bourgogne de la race capétienne.

### Letteratura storiografica
- Louis Halphen, Francia: gli ultimi Carolingi e l'ascesa di Ugo Capeto (888-987), in «Storia del mondo medievale», vol. II, 1999, pp. 636–661
- Christian Settipani, La Préhistoire des Capétiens (Nouvelle histoire généalogique de l'auguste maison de France, vol. 1), éd. Patrick van Kerrebrouck, 1993